# 沙布達·佩卡薩·貝拉瓦
沙布達·佩卡薩·貝拉瓦（2001年8月25日—2023年3月20日），印度尼西亞男子羽毛球運動員。

## 職業生涯

### 2019年
2019年7月，沙布達·佩卡薩·貝拉瓦跟隨國家隊前往在中國蘇州舉行的亞洲青年錦標賽。印尼隊在混合團體上以2比3的成績不敵泰國，獲得亞軍。個人賽上，貝拉瓦出戰男子單打項目並在第三圈中以1比2不敵中國的任程鸣。10月，貝拉瓦再與國家隊出戰在俄羅斯喀山舉辦的世界青年錦標賽。印尼隊在混合團體項目上再度闖進決賽並以3比1擊敗衛冕冠軍中國隊，首度稱霸。貝拉瓦同樣在本賽事出戰男子單打項目，但在第三圈中以1比2不敵香港的吳英倫。

### 2022年
2022年5月，貝拉瓦入選了在泰國曼谷舉辦的湯姆斯盃陣容當中。他在小組賽中對陣韓國時，在雙方都持有2分的情況下；貝拉瓦作為第三男單對戰李倫圭並以2比1拿下比賽，這一分也為印尼拿下了正盟盟主的位子。之後，印尼也一路殺進決賽；但最後卻以0比3不敵印度，無緣衛冕。湯盃結束後，貝拉瓦轉戰歐洲羽聯巡迴賽的幾場賽事。並成功在立陶宛國際賽上登頂；以及在波恩國際賽上闖進四強。之後在11月的馬來西亞國際系列賽上以2比0擊敗中國的雷蘭曦，奪下該賽季的第二座冠軍。

### 2023年
沙布達·佩卡薩·貝拉瓦在1月參加了伊朗國際挑戰賽並一路闖進決賽，以2比1戰勝馬來西亞新秀賀首維，奪下冠軍。

## 逝世
2023年3月20日，沙布達·佩卡薩·貝拉瓦當時與自己的父母和姐姐正準備從勿加泗前往斯拉根市參加祖母的喪禮，在中途收費站時遭遇車禍；沙布達的頭部受到重創，後送往醫院搶救無效離世。他的母親也在這起車禍中不幸遇難，僅他的父親和姐姐倖存。

## 主要比賽成績
只列出曾進入準決賽的國際賽事成績：
| 年份   | 賽事                     | 公開賽級別 | 項目     | 成績   |
| ------ | ------------------------ | ---------- | -------- | ------ |
| 2019年 | 亞洲青年羽毛球錦標賽     | 其他       | 混合團體 | 亞軍   |
| 2019年 | 世界青年羽毛球錦標賽     | 其他       | 混合團體 | 冠軍   |
| 2022年 | 湯姆斯盃                 | 其他       | 男子團體 | 亞軍   |
| 2022年 | 立陶宛羽毛球國際賽       | 未來系列賽 | 男子單打 | 冠軍   |
| 2022年 | 波恩羽毛球國際賽         | 未來系列賽 | 男子單打 | 準決賽 |
| 2022年 | 馬來西亞羽毛球國際系列賽 | 國際系列賽 | 男子單打 | 冠軍   |
| 2023年 | 伊朗羽毛球國際挑戰賽     | 國際挑戰賽 | 男子單打 | 冠軍   |

| 2018-2026年 | 總決賽 | 超級1000賽 | 超級750賽 | 超級500賽 | 超級300賽 | 超級100賽 | 國際挑戰賽 | 國際系列賽 | 未來系列賽 | 其他 |